# Марінін Сергій Володимирович
Сергій Володимирович Марінін (4 листопада 1971, Ульяновськ) — російський державний і політичний діяч. Депутат Державної думи ФЗ РФ VI та VII скликань, член комітету з міжнародних справ. Член фракції ЛДПР.

## Біографія
Народився 4 листопада 1971 року в Ульяновську.
2004 року здобув вищу освіту за спеціальністю «бухгалтерський облік та аудит» в Ульянівській державній сільськогосподарській академії. 2010 року пройшов перепідготовку в Російській академії державної служби при президентові РФ. Працював в автомобільній дилерській компанії «Симбірськ — Лада» на посаді заступника директора .

### Законодавчі збори області Ульяновської області
У грудні 2003 року брав участь у виборах депутатів Законодавчих зборів Ульяновської області у складі списку ЛДПР. Висувався в депутати як тимчасово непрацюючий. За результатами розподілу мандатів обраний депутатом Законодавчих зборів Ульяновської області III скликання. З січня 2004 року був головою комітету з прав людини та зверненнь громадян.
У березні 2008 року знову брав участь у виборах депутатів Законодавчих зборів Ульяновської області за списком ЛДПР, внаслідок розподілу мандатів обраний депутатом Законодавчих зборів Ульяновської області IV скликання. У законодавчих зборах був членом мандатної комісії. У 2011 році достроково склав депутатські повноваження.
У грудні 2010 року призначений керівником Ульяновської регіональної організації ЛДПР.

### Державна дума
На виборах, що відбулися 4 грудня 2011 року, до Державної думи VI скликання балотувався у складі списку кандидатів ЛДПР, за підсумками розподілу мандатів був обраний депутатом. У Держдумі VI скликання обраний заступником голови комітету із земельних відносин та будівництва.
У червні 2016 року Марінін висунутий на виборах губернатора Ульяновської області від ЛДПР. Пройшов муніципальний фільтр та був зареєстрований. За підсумками виборів посів третє місце, набравши 6,57 % голосів.
Також у червні 2016 року на виборах до Державної думи VII скликання був зареєстрований список кандидатів від ЛДПР, Марінін балотувався за списком від Ульяновської області. За підсумками голосування, що відбулося 18 вересня 2016 року, список ЛДПР набрав 13,14 % голосів і партія отримала 34 мандати. При розподілі мандатів один мандат отримав Марінін. У Держдумі VII скликання перебував у комісії з питань контролю за достовірністю відомостей про доходи, про майно та зобов'язання майнового характеру, що подаються депутатами Державної думи, мандатних питань та питань депутатської етики (заступник голови комісії) та у комітеті з міжнародних справ (член комітету).